# Parnelli Jones

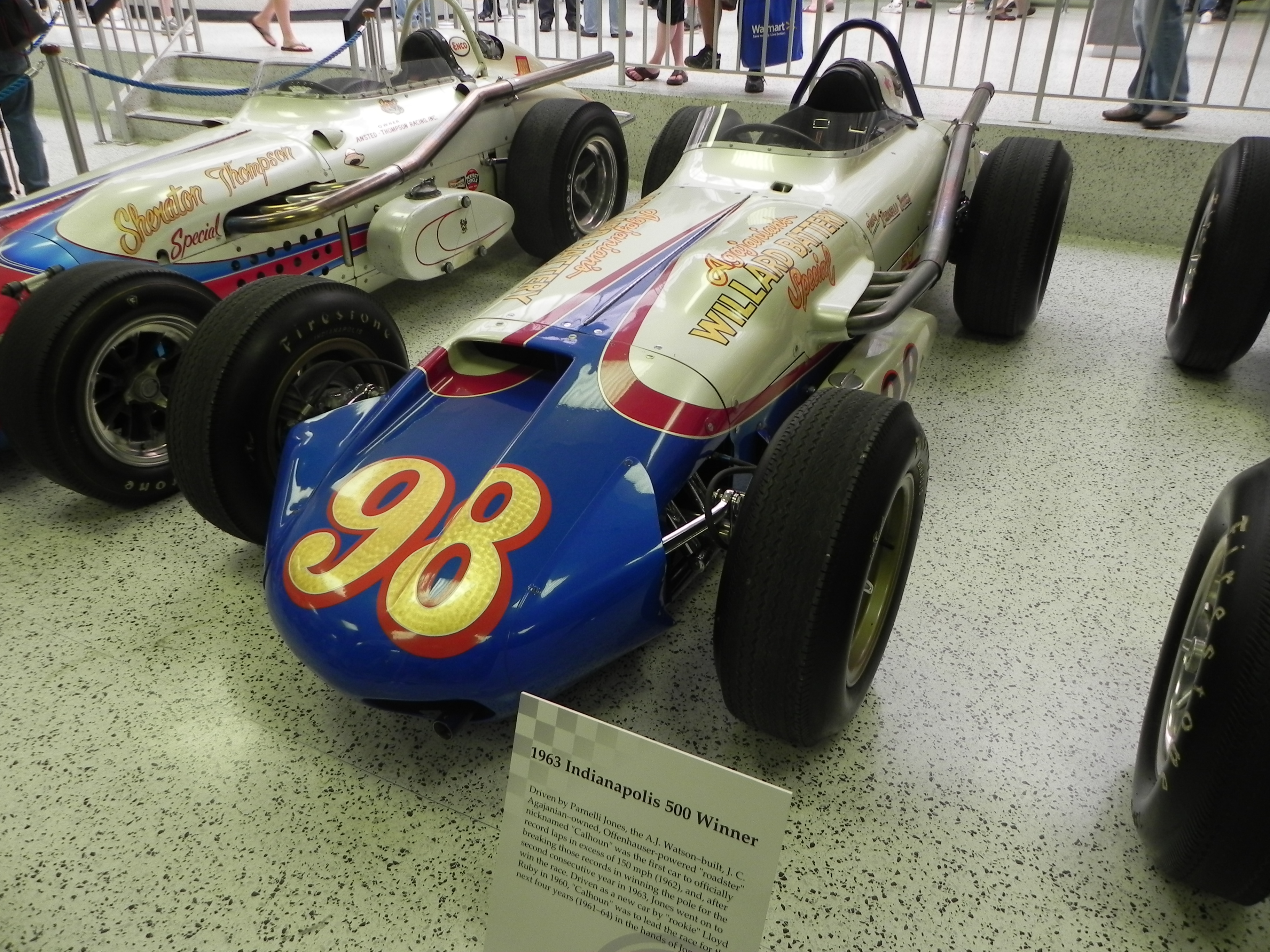
La monoposto utilizzata da Jones per vincere la 500 miglia nel 1963

Rufus Parnell Jones, detto Parnelli (Texarkana, 12 agosto 1933 – Torrance, 4 giugno 2024), è stato un pilota automobilistico e manager statunitense e fondatore della scuderia Parnelli Jones Racing. Alla 500 miglia di Indianapolis fu nel 1961 Rookie of the Year, vincendola poi nel 1963.

## Biografia
Nel 1962 divenne il primo pilota a qualificarsi a oltre 150 miglia all'ora. Nel 1967 poi, in testa alla gara, la vettura si ruppe a tre giri dal termine. Durante la sua carriera di manager della scuderia Parnelli Racing, vinse la Indy 500 nel 1970 e nel 1971.
Alla morte del vincitore della 500 Miglia del 1960 Jim Rathmann, divenne il più anziano vincitore della 500 Indianapolis ancora vivente.

## Riconoscimenti
Jones venne inserito in oltre 20 Halls of Fame tra cui:
- Off-road Motorsports Hall of Fame (1976)[3]
- International Motorsports Hall of Fame (1990)[4]
- National Midget Auto Racing Hall of Fame (1990)[5]
- National Sprint Car Hall of Fame (1991)
- Motorsports Hall of Fame of America (1992)
- West Coast Stock Car Hall of Fame (2002)[6]